# Krzysztof Kowalczyk (historyk)
Krzysztof Andrzej Kowalczyk (ur. 7 października 1971 w Szczecinie) – polski historyk, politolog,  zajmujący się historią PRL, Kościołem katolickim, polskimi partiami politycznymi, wyborami, społeczeństwem obywatelskim, bezpieczeństwem państwa, nauczyciel akademicki.

## Wykształcenie i działalność naukowa
W 1990 został absolwentem II Liceum Ogólnokształcącego im. Mieszka I w Szczecinie. W 1995 ukończył studia historyczne na Uniwersytecie Szczecińskim.  W 1995 zatrudniony na stanowisku asystenta, od 2002 adiunkta w Instytucie Filozofii i Politologii tegoż uniwersytetu. Od 2015 profesor Uniwersytetu Szczecińskiego w Instytucie Politologii i Europeistyki.  Od 1 stycznia do 3 sierpnia 2016 dyrektor oddziału Instytutu Pamięci Narodowej w Szczecinie. Od 3 kwietnia 2017 dyrektor Archiwum Państwowego w Szczecinie.
W 2002 w Uniwersytecie Szczecińskim uzyskał stopień doktora nauk humanistycznych z zakresu historii na podstawie rozprawy Polityka władz państwowych wobec Kościoła katolickiego na Pomorzu Zachodnim w latach 1945–1956. W 2013 Rada Wydziału Politologii i Stosunków Międzynarodowych Uniwersytetu Mikołaja Kopernika w Toruniu na podstawie rozprawy Partie i ugrupowania parlamentarne wobec Kościoła katolickiego w latach 1989–2011 i dorobku naukowego  nadała mu stopień doktora habilitowanego nauk społecznych z dyscypliny nauka o polityce.
Jeden z organizatorów cyklu konferencji naukowych poświęconych stosunkom państwo-Kościół (1999–2001). Organizator różnych form kształcenia na Uniwersytecie Szczecińskim adresowanych do żołnierzy, oficerów, funkcjonariuszy służb mundurowych. Od 2006 członek redakcji kwartalnika „Atheaneum Political Science”/„Atheaneum. Polskie Studia Politologiczne”. Autor i współautor około 150 publikacji naukowych, w tym sześciu monografii, 16 prac pod redakcją, około 100 artykułów naukowych. Wykonawca trzech grantów naukowych.

## Działalność społeczna i polityczna
W latach 2001–2002 prezes Stowarzyszenia Absolwentów Uniwersytetu Szczecińskiego. W latach 2005–2007 sekretarz oddziału szczecińskiego Polskiego Towarzystwa Nauk Politycznych, w latach 2007-2013 prezes oddziału szczecińskiego PTNP, w latach 2011–2013 przewodniczący Sekcji Badań Wyborczych PTNP, w kadencji 2013–2016 członek Zarządu Głównego tegoż towarzystwa.
W latach 1997–2015 członek NSZZ „Solidarność” Uniwersytetu Szczecińskiego. Od 2010 do 2014 członek Komisji Uczelnianej NSZZ „Solidarność” US.  W latach 1998–2001 członek Ruchu Społecznego Akcja Wyborcza Solidarność. W 2010 członek Szczecińskiego Społecznego Komitetu Poparcia Jarosława Kaczyńskiego, kandydującego na urząd Prezydenta RP. Od 2015 do 2018 był członkiem Społecznego Komitetu Budowy Pomnika Prezydenta RP Prof. Lecha Kaczyńskiego w Szczecinie. 

## Odznaczenia
W 2007 otrzymał Brązowy Medal za Zasługi dla Obronności Kraju.

## Wybrane publikacje
- W walce o „rząd dusz”. Polityka władz państwowych wobec Kościoła katolickiego na Pomorzu Zachodnim w latach 1945-1956, Szczecin 2003.
- Partie i system partyjny III RP, Toruń 2011 (redakcja).
- Partie i ugrupowania parlamentarne wobec Kościoła katolickiego w latach 1989-2011, Szczecin 2012.
- Wybory samorządowe w 2014 roku w Szczecinie, Szczecin 2015.
- Elementarz obronności Pomorza Zachodniego, Szczecin 2015 (współautor: Artur Bilski).
- Między antyklerykalizmem a konfesjonalizacją. Partie polityczne wobec Kościoła katolickiego w Polsce po 1989 roku, Toruń 2016..